# Towarzystwo Pływackie „Giszowiec-Nikiszowiec 23”
Towarzystwo Pływackie Giszowiec-Nikiszowiec 23 – nieistniejący obecnie klub pływacki założony w 1923 roku pod patronatem kopalni Giesche (obecnie Wieczorek) przy szybie Wilson w Janowie. Klub ten prowadził sekcje pływania i skoków do wody oraz w latach 1937–1939 piłki wodnej.  Drużyna ta ma na swoim koncie liczne sukcesy sportowe, zdobywając łącznie 159 medali na mistrzostwach Polski we wszystkich pływackich konkurencjach. Główną bazę stanowił staw Małgorzata położony pomiędzy Giszowcem a Nikiszowcem.

## Historia
Klub sportowy został założony w 1923 roku przez Jana Skupinę, inż. Karola Fischera i inż. Franciszka Wańka. Był to wówczas trzeci na terenie województwa śląskiego i jednocześnie pierwszy klub pływacki w Polsce. Początkowo bazą Towarzystwa były Trzy Stawy, a od 1925 roku staw Małgorzata – naturalny zbiornik wodny położony przy drodze pomiędzy Giszowcem i Nikiszowcem. W 1926 roku na stawie wybudowano wieżę do skoków do wody i zorganizowano V Mistrzostwa Polski w pływaniu. 
Po zmianie właściciela spółki Giesche przejętej w 1926 roku przez Amerykanów, towarzystwo dalej było sponsorowane, dzięki czemu można było regularnie utrzymywać pływalnię, m.in. poprzez umieszczenie tratwy na środku stawu czy regularne oczyszczanie dna po zakończonym sezonie. W 1937 spółka Giesche i gmina Janów wybudowali w Nikiszowcu pierwszy o przepisowych wymiarach kryty basen w województwie śląskim. Jej uroczyste otwarcie odbyło się 15 grudnia 1937 roku. W klubie stworzono również drużynę piłki wodnej. W latach 1938–1939 drużyna ta pod wodzą Ferenca Rayki z Węgier dwukrotnie zdobyła mistrzostwo Polski. Klub ten po II wojnie światowej został reaktywowany w latach 1945–1947, po czym przekształcił się w sekcję pływania klubu Naprzód Janów.
Zawodnicy klubu zdobyli w sumie 159 medali na mistrzostwach Polski, z czego 81 złotych, 51 srebrnych i 29 brązowych na wszystkich pływackich dyscyplinach.

## Indywidualni mistrzowie Polski w pływaniu
Towarzystwo Pływackie Giszowiec-Nikiszowiec 23 był jednym z najsilniejszych klubów pływackich na terenie Polski, którego zawodnicy odnosili liczne sukcesy w pływackich dyscyplinach. Do najbardziej utytułowanych zawodników klubu należeli:
- Rozalia Kajzer-Piesiur – pochodząca z Giszowca wielokrotna mistrzyni i rekordzistka Polski na różnych dystansach; uczestniczka letnich igrzysk olimpijskich w Amsterdamie w 1928 roku[1];
- Jan Jędrysek – mistrz Polski w latach 1936–1939 na dystansach 200, 400 i 1500 m w pływaniu stylem dowolnym[1] ;
- Rudolf März – wielokrotny zwycięzca konkursów skoku z wieży i trampoliny w latach 1928–1939[1].